# Bojko Borisov
Bojko Metodiev Borisov (bulgariska: Бо̀йко Мето̀диев Борѝсов), född 13 juni 1959 i Bankja i Bulgarien, är en bulgarisk politiker och ledare för center-högerpartiet Medborgare för Bulgariens europeiska utveckling (Grazjdani za evropejsko razvitie na Bălgarija, GERB). Borisov var Bulgariens premiärminister 2009-2013, 2014-2017 och åter från maj 2017 till maj 2021.

## Premiärminister
I det nationella parlamentsvalet i Bulgarien i juli 2009 vann GERB omkring 40 % av rösterna. Det resulterade i att Borisov blev vald till premiärminister. Innan dess var han borgmästare i huvudstaden Sofia.
Borisov avgick som premiärminister 2013, efter att den 20 februari 2013 avviserat sin regerings omedelbara avgång efter omfattande protester mot de höga elpriserna i landet och den allt sämre ekonomin. Dagen därpå entledigades regeringen av landets parlament.
Han återkom på premiärministerposten i oktober 2014 efter att hans parti fått 32% av rösterna i valet samma månad. Efter att GERB:s presidentkandidat Tsetska Tsatjeva förlorat presidentvalet 2016 mot Rumen Radev så avgick Borisov den 14 november 2016. I valet som hölls den 26 mars 2017 så fick GERB flest röster och ökade med 11 mandat, och Borisovs nya regering tillträdde den 4 maj 2017.
I oktober 2020 drabbades han av Covid-19 och isolerade sig i hemmet.
Ett ökande missnöje med Borisovs styre gjorde att Gerb tappade mark i valet men partiet blev ändå störst i parlamentet.